# Comitato Olimpico della Dominica
Il Comitato Olimpico della Dominica (noto anche come Dominica Olympic Committee in inglese) è un'organizzazione sportiva dominicense, nata nel 1987 a Roseau, Dominica.
Rappresenta questa nazione presso il Comitato Olimpico Internazionale (CIO) dal 1993 ed ha lo scopo di curare l'organizzazione ed il potenziamento dello sport in Dominica e, in particolare, la preparazione degli atleti dominicensi, per consentire loro la partecipazione ai Giochi olimpici. L'associazione è, inoltre, membro dell'Organizzazione Sportiva Panamericana.
L'attuale (2012) presidente dell'organizzazione è John A. Charles, mentre la carica di segretario generale è occupata da Thomas Dorsett.